# Quintette pour vents de Schönberg
Pour les articles homonymes, voir Quintette à vent (homonymie).
Le Quintette pour vents op. 26 est une œuvre dodécaphonique du compositeur autrichien Arnold Schönberg. Elle fut écrite entre avril 1923 et juillet 1924.
Elle est écrite pour flûte, hautbois, clarinette, cor et basson. Son écriture est contemporaine du décès de sa première femme, Mathilde, et de son remariage quelques mois plus tard avec Gertrud Kolisch.
Elle est l'une des premières partitions à adopter complètement le dodécaphonisme. Elle est particulièrement virtuose, à tel point que certaines exécutions réclament un chef d'orchestre afin d'harmoniser le tout. La création en a été faite à Vienne par des membres de l'orchestre philharmonique de Vienne sous la direction de Felix Greissle, gendre du compositeur et dédicataire de l'œuvre, le 13 septembre 1924. Ce dernier en a fait un arrangement pour violon et piano en 1926.

## Structure
L'œuvre est composée de quatre parties et son exécution demande un peu moins de trois-quarts d'heure.
- Schwungvoll
- Anmutig und Heiter : Scherzando
- Etwas langsam. Poco adagio
- Rondo

## Discographie
Enregistrements de l'œuvre et leurs différentes éditions